# 청량로 (홍천군)
청량로(Cheongryang-ro)는 강원특별자치도 홍천군 서석면 청량리에 있는 도로로, 총 연장은 7.114km이다. 도로의 명칭이 유래된 것은 법정리인 청량리를 반영하였기 때문이다.

## 역사
- 2009년 12월 1일 : 도로명으로 청량로를 고시

## 주요 경유지
- 홍천군
  - 서석면 (청량리)

## 접촉하는 도로
- 청정로 (국도 제19호선)

## 주요 건물 및 시설
- 청량1리마을회관 (청량로 12/청량리 1320)
- 청량보건진료소 (청량로 19/청량리 1316-1)
- 청량리방앗간 (청량로 20/청량리 1317)
- 서석초등학교 청량분교 (청량로 25/청량리 481-1)
- 청량골사랑방 (청량로 241/청량리 330-5)
- 벌막산장 (청량로 689/청량리 29)